# موكب الحمقى (فلم)
موكب الحمقى (بالإنجليزية: Fools' Parade) فيلم دراما كوميديا وإثارة أمريكي لعام 1971  أخرجه أندرو ماكلاجلن، يستند الفيلم إلى رواية تحمل نفس الاسم للكاتب ديفيس جروب وكتب السيناريو جيمس لي باريت. الفيلم من تمثيل النجوم جيمس ستيوارت وجورج كينيدي، وتدور الأحداث في عام 1935، بعد قضاء أربعين عامًا في سجن ولاية فرجينيا الغربية، يرغب ثلاثة مدانين تم إطلاق سراحهم في فتح مشروع تجاري شرعي باستخدام مبلغ 25000 دولار الذي تم ربحه في السجن، لكن حارس سجن ملتو يتعاون مع مصرفي المدينة يخطط للاحتيال عليهم.
صدر الفيلم إلى دور العرض الأمريكية في 18 أغسطس 1971.

## طاقم التمثيل
جيمس ستيوارت: في دور ماتي أبليارد
جورج كينيدي: في دور دوك
آن باكستر: في دور كليو
ستروثر مارتن: في دور لي كوتريل
كيرت راسل: في دور جوني جيسوس
وليام ويندوم: في دور روي ك
مايك كيلين: في دور ستيف ميستيك
كاثي كانون: في دور تشانتي
مورغان باول: في دور جونيور كيلفونج
روبرت دونر: في دور ويليس هوبارد
ديفيد هدلستون: في دور هومر جريندستاف
دورت كلارك: في دور اينوك بوردي
جيمس لي باريت: في دور سوني بوي
كيتي جيفرسون دويبكين: في دور كلارا
دوايت ماكونيل: في دور مدير المحطة
ريتشارد كارل: في دور رئيس الشرطة
آرثر كين: في دور المدعي العام
بول ميريمان: في دور رجل إطفاء
والتر دوف: في دور مهندس
بالاشتراك مع: بيت ميلر - جورج مترو - سوزان ستوير - جون إدواردز 

## ملخص أحداث الفيلم
يتم إطلاق سراح القاتل ماتي أبليارد (جيمس ستيوارت) في عام 1935، وسارق البنك لي كوتريل (ستروثر مارتن)، والشاب جوني جيسوس (كيرت راسل) من سجن ولاية فرجينيا الغربية، الواقع في بلدة غلوري. يتسلم أبليارد شيكًا بمبلغ 25452.32 دولارًا مقابل 40 عامًا من العمل في السجن، وهو مبلغ هائل في فترة الكساد الكبير. يصطحب الكابتن «دوك» (جورج كينيدي) الرجال الثلاثة إلى محطة القطار، ولكن بمجرد ركوب القطار، يدرك أبليارد أن الشيك الخاص به لا يمكن استرداده إلا شخصيًا من البنك المحلي في غلوري. يتآمر دوك مع المصرفي هومر جريندستاف (ديفيد هودلستون) لضمان عدم صرف الشيك أبدًا. يسافر هو وشركاؤه، ستيف ميستيك (مايك كيلين) وجونيور كيلفونغ (مورغان باول)، إلى محطة أخرى لقتل أبليارد. يبلغ قائد القطار ويليس هوبارد (روبرت دونر) أبليارد بالمؤامرة، ويحبط السجناء الثلاثة السابقون الخطة. تستمر المطاردات ويقع أبليارد في مشاكل كثيرة قد تعيده إلى السجن مرة أخرى، مع نهاية الفيلم يتم تبرئة أبليارد وأصدقائه، ويسمح لأبليارد بصرف الشيك الخاص به أخيراً.

## إنتاج الفيلم
تم تصوير «موكب الحمقى» بالكامل في مقاطعة مارشال، فيرجينيا الغربية. ولد ديفيس جروب، مؤلف كتاب، في موندسفيل حيث تم تصوير معظم أحداث الفيلم. استخدم طاقم الإنتاج خط سكة حديد بالتيمور وأوهايو طوال فترة التصوير، وخاصة في محطة موندسفيل والتي تم هدمها في عام 1980.

## استقبال الفيلم
قال توني ماستروياني من صحيفة كليفلاند برس إن الأمر «يعتمد بشدة على مهارة وشخصية ستيوارت وروحه الداخلية. يعطيك مرارًا وتكرارًا انطباعًا عن شخصية مثيرة للاهتمام ليست موجودة حقًا في هذا الدور».
كتب موقع «موفي سين»: «جيمس ستيوارت عنصرًا أساسيًا في عمل الفيلم، ولكنه يتميز أيضًا ببعض العروض الرائعة وغير المتوقعة من النجوم الآخرين مثل جورج كيندي وكيرت راسل، كما أنه يحتوي على قصة جيدة بشكل مدهش والتي تحتوي على طبقتين من العمق غير المتوقع».
جون ماهوني من لوس أنجلوس فري برس كتب في 9 يناير 2020: «أنه أفضل فيلم أخرجه أندرو ماكلاجلن وتذكير مطمئن بأن الفيلم الروائي لا يجب أن يكون ميتًا طالما أنه يمكن أن يتم بشكل جيد، مستثمرًا بالألوان والقناعة».

## روابط خارجية
- مقالات تستعمل روابط فنية بلا صلة مع ويكي بيانات